# Сражение на реке Пьяне (1377)
Сражение на реке Пьяне — нападение ордынского войска на объединённое русское войско под предводительством князя Ивана Дмитриевича 2 августа 1377 года на берегу Пьяны. В сражении русское войско, застигнутое врасплох, было наголову разбито. Это позволило ордынцам разграбить Нижегородское княжество и взять Рязань.

## История битвы

### Во главе татарских войск
Существует две точки зрения, кто именно разбил русское войско в 1377 году на реке Пьяне. Одни историки считали, что в нижегородские земли проникла татарская армия Араб-паши (также Арапша, Арабшах). Застав врасплох русских воинов, именно этот татарский царевич нанёс им поражение. По другой версии, русские войска находились в ожидании, что Араб-паша на них нападёт, но неожиданно напали на них и разбили их «татары из Мамаевой Орды», а не Араб-паши.

### Предпосылки
Весной 1376 года московский воевода и литовский князь Дмитрий Михайлович Боброк-Волынский во главе русского войска вторгся на среднюю Волгу, взял откуп 5000 рублей с мамаевых ставленников и посадил там русских таможенников (дорогу).
В 1376 году перешедший на службу к Мамаю с левобережья Волги хан Золотой Орды Арапша разорил Новосильское княжество, избегая сражения с вышедшим за Оку московским войском.
Весть о приближении татарского войска достигла южнорусских рубежей задолго до приближения противника, поэтому в землях Нижегородского княжества удалось сформировать сильное войско для отпора противнику. Войска для отпора планировал вести сам Великий князь Московский Дмитрий Иванович, спешно откликнувшийся на просьбу о помощи своего тестя нижегородского князя Дмитрия Константиновича.

### Соотношение сил
О противнике долго не было слышно никаких вестей, поэтому Дмитрий Иванович вернулся в свои владения, оставив владимирский, переяславский, муромский, юрьевский и ярославский полки. Командующим был назначен молодой княжич Иван, сын Дмитрия Константиновича, участвовавший в предыдущем году в удачном походе под руководством Боброка-Волынского против ставленников Мамая на средней Волге.
Данные о численности русского и ордынского войск неизвестны.

### Ход сражения
Объединённое русское войско двинулось навстречу татарам, встав лагерем на левом берегу реки Пьяны, в сотне верст от Нижнего Новгорода. Тогда же пришло известие о том, что Арапша находится на Волчьей Воде, то есть на границах Новосильского княжества. В русском войске начала стремительно падать дисциплина, началось повальное пьянство, перестала нестись караульная служба. Повесть о побоище на реке Пьяне, являющаяся основным источником по битве, в дальнейших событиях упоминает не Арапшу, а татар из Мамаевой Орды.
Русские воеводы забросили всё своё оружие и предавались развлечениям: «начаша ловы за зверми и птицами творити, и потехи деюще, не имея ни малейшаго сомнения». Простые воины последовали их примеру: бросали оружие, предавались пьянству.
Ордынцы, тайно подведённые мордовским князем Алабугой, напали на русский лагерь 2 августа 1377 года. Русское войско, не изготовленное к битве (и ни один из воевод не смог организовать сопротивление), пустилось в бегство к реке, но было беспощадно уничтожено. Погиб под ударами татарских сабель князь Семён Михайлович (который также упоминается в числе погибших в Куликовской битве в 1380 году), вместе с ним огромное количество бояр и простых солдат. Многие тонули, не сумев переплыть Пьяну, в их числе оказался князь Иван Дмитриевич.

### Последствия

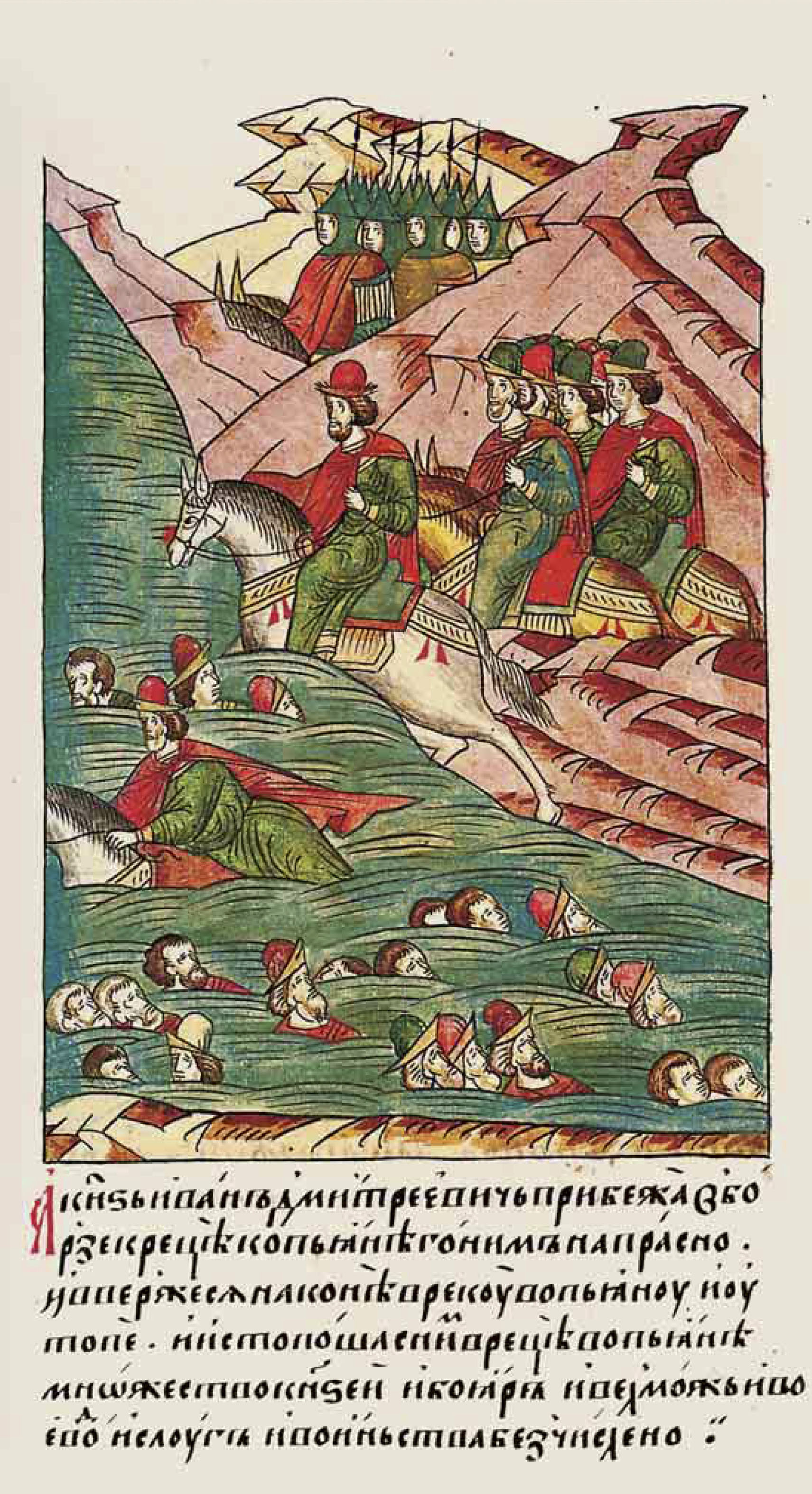
Бегство застигнутых врасплох

Нижегородское княжество осталось без защиты. Ордынцы подошли к Нижнему, который был уже полупустым (население разбежалось в страхе в Заволжье, Городец и Муром), жгли и грабили его в течение двух дней с 5 по 7 августа, после разграбили княжество.
Ордынцы разорили земли за рекой Сурой, также была взята приступом Рязань, рязанский великий князь Олег Иванович чудом избежал плена.
За татарским набегом на нижегородское княжество последовал набег мордвы, который впрочем, не увенчался успехом — мордовские отряды были полностью уничтожены князем Борисом Константиновичем Городецким, который зимой вместе с племянником Семёном Дмитриевичем и московским воеводой Свиблом совершил карательный поход в мордовскую землю и положил её пусту.
После успешного набега 1377 года на русское пограничье в следующем году Мамай двинул войско на самого Дмитрия Московского (см. Битва на Воже).